# Once in a LIVEtime
Once in a LIVEtime is een livealbum op dubbel-cd van de progressieve metalband Dream Theater. Het is hun tweede concertregistratie die is uitgegeven en bevat de meeste nummers van het album Falling Into Infinity. Het album is opgenomen in het Bataclan Theater, Frankrijk en uitgebracht in 1998.

## Nummers

### Schijf 1
1. "A Change of Seasons I: The Crimson Sunrise" – 3:56
2. "A Change of Seasons II: Innocence" – 3:05
3. "Puppies on Acid" – 1:24
4. "Just Let Me Breathe" – 5:53
5. "Voices" – 10:34
6. "Take the Time" – 12:20
7. "Derek Sherinian pianosolo" – 1:54
8. "Lines in the Sand" – 13:13
9. "Scarred" – 9:27
10. "A Change of Seasons IV: The Darkest of Winters" – 3:17
11. "Ytse Jam" – 4:09
12. "Mike Portnoy drumsolo" – 6:59

### Schijf 2
1. "Trial of Tears" – 14:11
2. "Hollow Years" – 7:01
3. "Take Away My Pain" – 6:16
4. "Caught in a Web" – 5:16
5. "Lie" – 6:45
6. "Peruvian Skies" – 7:50
7. "John Petrucci gitaarsolo" – 8:06
8. "Pull Me Under" – 8:15
9. "Metropolis Pt. 1: The Miracle and the Sleeper" – 6:16
10. "Learning to Live" – 4:13
11. "A Change of Seasons VII: The Crimson Sunset" – 3:49

## Bezetting
- James LaBrie – zang
- John Myung – basgitaar
- John Petrucci – gitaar
- Mike Portnoy – drums
- Derek Sherinian – keyboards

Gastmuzikant:
- Jay Beckenstein - altsaxofoon op "Take Away My Pain".

## Covers en Tributes
Dream Theater gebruikt vaak riffs van nummers van andere bands bij optredens. Op dit album zijn daar meerdere voorbeelden van.
- Voor het begin van "Trial of Tears" speelt John Petrucci de bekende eerste 5 tonen van de film Close Encounters of the Third Kind.
- Dit nummer bevat ook gedeeltes van de nummers "Xanadu" en "The Trees" van de band Rush.
- "Peruvian Skies" bevat fragmenten van Pink Floyds "Have a Cigar" en Metallica's "Enter Sandman".
- "Take the Time" bevat de outro solo van Lynyrd Skynyrds "Freebird" en de gitaarriff van Led Zeppelins "Moby Dick".
- John Petrucci's gitaarsolo bestaat bijna geheel uit het nummer "Acid Rain" van Liquid Tension Experiment (waar hij zelf in speelt). Ook bevat het een gedeelte van Nikolai Rimsky-Korsakovs "Flight of the Bumblebee".
- Bij overgang van "Just Let Me Breathe" naar "Voices" speelt Petrucci het "Force Theme" uit de film Star Wars.